# Чернечослободский сельский совет
Чернечослободский сельский совет (укр. Чернечослобідська сільська рада) — входит в состав
Бурынского района
Сумской области
Украины.
Административный центр сельского совета находится в
с. Чернеча Слобода
.

## Населённые пункты совета
- с. Чернеча Слобода

## Ликвидированные населённые пункты совета
- с. Могильчино